# Événements de Ghardaïa
Les événements de Ghardaïa désignent une suite de heurts entre deux communautés, les Châambas et les Mozabites, dans la wilaya de Ghardaïa en Algérie.

## Contexte

Wilaya de Ghardaïa

En 1984, des affrontements causent plusieurs dommages, notamment des magasins incendiés ainsi que des blessés. Des litiges fonciers sont aussi à l'origine d'échauffourées intercommunautaires en 1985, en 1991 et en 2004 entraînant des blessés dans chaque communauté. De nombreux différends, notamment d’ordre foncier, opposent les communautés arabes (Chaâmba) et berbères (Mozabites), qui cohabitent depuis des siècles. La région est confrontée à une lutte pour l’appropriation d’un espace de plus en plus réduit sur fond de libéralisation économique et l’arrivée de nouveaux habitants menace l’équilibre démographique largement favorable aux Mozabites, majoritaires dans la région.
Depuis les découvertes pétrolières à la fin des années 1950, la population de la région a été considérablement modifiée et Ghardaïa est devenue le chef-lieu d'une wilaya. La région a été déstabilisée par des intervenants extérieurs liés aux intérêts économiques et une augmentation des trafics illégaux et de l'insécurité produite par les trafiquants du Sahara. De même, des populations sont venues de toute l’Algérie s'installer dans une région où vivent depuis des siècles des communautés solides, ce qui a engendré des rivalités sociales et économiques entre les migrants pauvres et les Mozabites mieux organisés ainsi que l’introduction récente du wahhabisme.
En 2008, de rudes confrontations entre deux communautés à Berriane font plusieurs morts ainsi que des blessés.
En 2009, à Berriane, il est fait état de plusieurs blessés.
Depuis 2013, la région connaît régulièrement des heurts entre populations arabophones et populations berbérophones. 
La destruction du mausolée Ammi Moussa, inscrit au patrimoine mondial par l'UNESCO, ainsi que la profanation du cimetière ont lieu durant la journée du 26 décembre 2013.
En 2014, à la suite des affrontements dans la région, dix mille policiers et gendarmes sont déployés pour contenir les rivalités entre communautés.
En réaction aux événements, l'anthropologue Ahmed Ben Naoum a déclaré que le conflit à Ghardaïa n'est pas ethnique puisque les Chaâmbas sont berbères Zénètes arabisés.

## Déroulement
En juillet 2015, dans la vallée du Mzab, des affrontements font au moins 22 morts et des centaines de blessés. La cause de ces affrontements serait des conflits fonciers entre les deux communautés, conflits exacerbés par les différences religieuses entre Châambas sunnites et mozabites ibadites,.
Après les affrontements, l’armée prend le contrôle de la ville de Ghardaïa pour rétablir le calme, à la suite d'un décret. Vingt-sept internautes sont arrêtés pour avoir animé des pages communautaires qui appellent à la violence, ainsi que neuf émeutiers  à Bounoura. Les communautés mozabites installées dans les grandes villes algériennes ont protesté contre la violence notamment à Alger, Oran et Constantine.
Kamel Eddine Fekhar, ancien militant des droits de l'homme, est arrêté ainsi que vingt de ses compagnons par les services de la police.
Le 11 juillet 2015, un rassemblement de citoyens algériens a lieu devant le consulat algérien de Montréal, une quarantaine de personnes dénoncent les violences commises, il y a eu douze morts dans chaque communauté. À la même date, un rassemblement a eu lieu à Paris .
Le chef du gouvernement, Abdelmalek Sellal à son arrivée à Ghardaïa, a annoncé  l’interdiction de tout rassemblement sur le territoire de la wilaya de Ghardaïa et avec suspension de toutes les activités culturelles jusqu’à nouvel ordre. Huit mille agents d'intervention ont été déployés, mais ils étaient inefficaces lors des opérations à Guerrara, l'armée a ajouté alors un effectif de quatre mille militaires.
Le 12 juillet 2015, un homme est attaqué par un projectile à la tête, il succombe à l’hôpital et l’enterrement a été prévu pour le mercredi 15 juillet 2015; le lendemain, 13 juillet 2015, une personne est attaquée à Guerrara.
Le militant Kamal Eddine Fekhar va purger deux ans de prison, dont trois mois de grève de la faim.
Le 31 mars 2019, Kamel Eddine Fekhar est de nouveau arrêté et incarcéré dans la prison de Ghardaïa. Il entame alors une nouvelle grève de la faim, mais son état de santé se dégrade rapidement et, en mai, il est admis en urgence au pavillon carcéral de l’hôpital de Ghardaïa. Le 28 mai 2019 après 50 jours de grève de la faim, Kamal Eddine Fekhar meurt,. Le 29 mai, le ministère de la Justice ordonne l’ouverture d’“une enquête approfondie” pour déterminer les responsabilités dans sa mort. Lors de ses funerailles, le 1er juin 2019, un collectif d’avocats annonce qu'il va déposer une plainte "à l’encontre des responsables de son décès"  qui vise notamment le procureur général de Ghardaïa qui a ordonné l’incarcération de Fekhar.